# Global Wrestling Federation
Global Wrestling Federation (GWF) foi uma promoção independente de wrestling profissional estadunidense, com base em Dallas, Texas. A GWF foi fundada em Junho de 1991 e faliu em Setembro de 1994. Durante um bom tempo, os shows da GWF eram transmitidos pela ESPN a cabo.
As estrelas originais eram Raven, Stan Lane e Cactus Jack. Após, foram surgindo mais wrestlers que se consagram adiante. Dentre eles, há de destacar Lightning Kid, Jerry Lynn, Booker T e Johnny Hawk.

## Títulos
- GWF North American Heavyweight Championship
- GWF Television Championship
- GWF Texas Heavyweight Championship
- GWF Brass Knuckles Championship
- GWF Light Heavyweight Championship
- GWF Tag Team Championship